# Rue Voltaire (Paris)
Pour les articles homonymes, voir Rue Voltaire.
La rue Voltaire est une rue située dans le 11e arrondissement de Paris.

## Situation et accès
Longue de 236 mètres, elle commence boulevard Voltaire et finit avenue Philippe-Auguste.
Le quartier est desservi par la ligne 9 à la station Rue des Boulets.

## Origine du nom

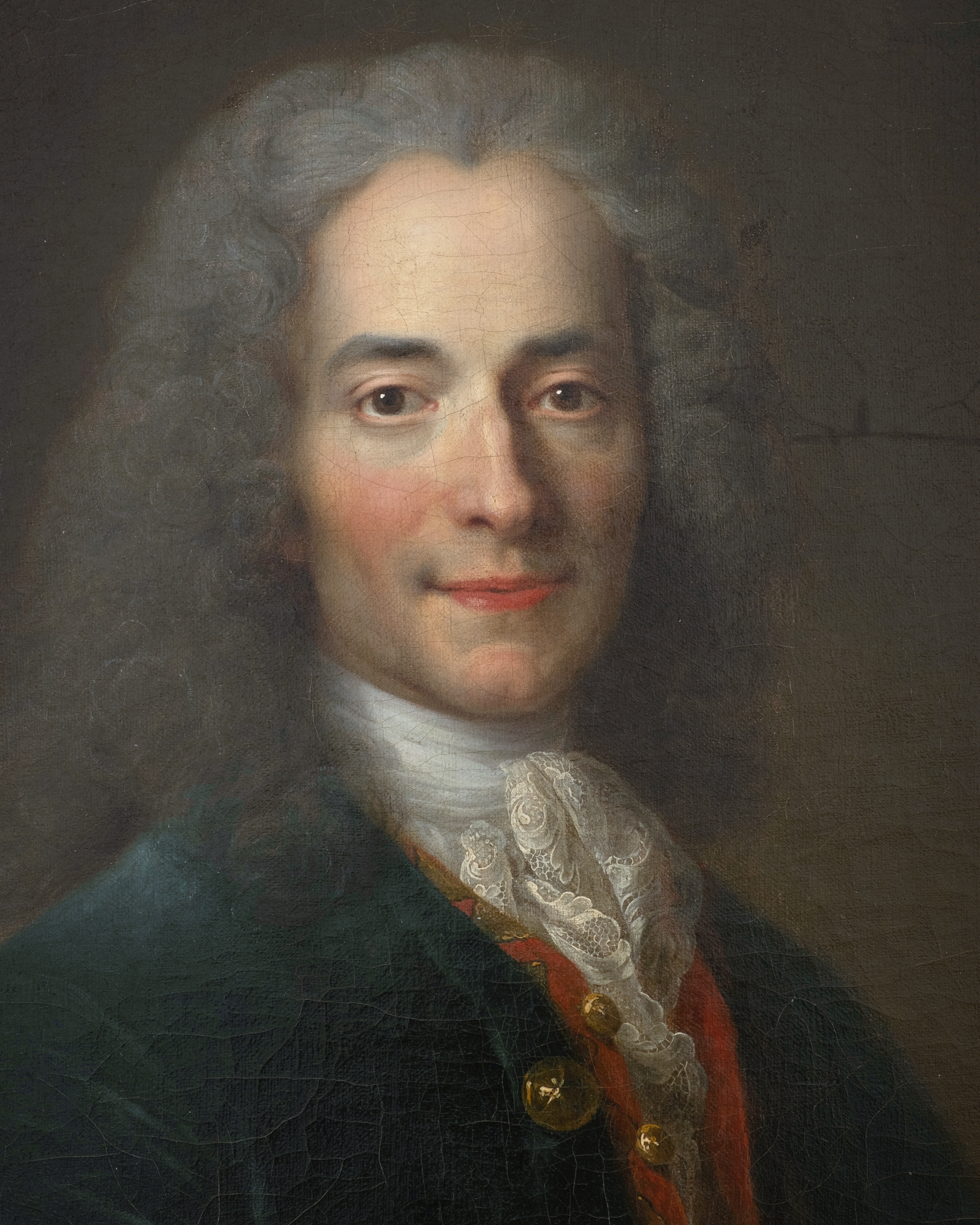
Voltaire.

Elle porte le nom de l'écrivain français François-Marie Arouet, dit Voltaire (1694-1778).

## Historique
La voie est ouverte en 1883 et prend sa dénomination actuelle la même année. 

## Bâtiments remarquables et lieux de mémoire
- No 11 bis : siège de l'association Survie.